# Gary O'Donovan
Gary O'Donovan, född 30 december 1992, är en irländsk roddare.
O'Donovan tävlade för Irland vid olympiska sommarspelen 2016 i Rio de Janeiro, där han tillsammans med sin bror Paul O'Donovan tog silver i lättvikts-dubbelsculler.